# 莱安德罗·费尔南德斯
莱安德罗·费尔南德斯（西班牙語：Leandro Fernández，1983年1月30日—），阿根廷男子足球运动员，司职后卫。他曾入选2004年夏季奥林匹克运动会阿根廷男子足球队名单，但并未上场参赛。